# UFC 75
UFC 75: Champion vs. Champion è stato un evento di arti marziali miste tenuto dalla Ultimate Fighting Championship l'8 settembre 2007 alla The O2 Arena di Londra, Regno Unito.

## Retroscena
Il main match dell'evento fu un incontro per l'unificazione delle cinture dei pesi mediomassimi UFC e dei pesi medi Pride tra Quinton Jackson e Dan Henderson, con il vincitore promosso a campione indiscusso.
Jess Liaudin avrebbe dovuto affrontare Anthony Johnson, ma quest'ultimo si infortunò e venne sostituito da Anthony Torres.

## Risultati

### Card preliminare
- Incontro categoria Pesi Welter:  Jess Liaudin contro  Anthony Torres

Liaudin sconfisse Torres per KO Tecnico (pugni) a 4:10 del primo round.
- Incontro categoria Pesi Leggeri:  Dennis Siver contro  Naoyuki Kotani

Siver sconfisse Kotani per KO (pugno) a 2:04 del secondo round.
- Incontro categoria Pesi Mediomassimi:  Thiago Silva contro  Tomasz Drwal

Silva sconfisse Drwal per KO Tecnico (pugni) a 4:23 del secondo round.
- Incontro categoria Pesi Leggeri:  Gleison Tibau contro  Terry Etim

Tibau sconfisse Etim per decisione unanime (30–27, 30–27, 30–27).

### Card principale
- Incontro categoria Pesi Mediomassimi:  Alessio Sakara contro  Houston Alexander

Alexander sconfisse Sakara per KO Tecnico (ginocchiata e pugni) a 1:01 del primo round.
- Incontro categoria Pesi Welter:  Paul Taylor contro  Marcus Davis

Davis sconfisse Taylor per sottomissione (armbar) a 4:14 del primo round.
- Incontro categoria Pesi Massimi:  Mirko Filipović contro  Cheick Kongo

Kongo sconfisse Filipović per decisione unanime (29–28, 29–28, 29–28).
- Incontro categoria Pesi Mediomassimi:  Michael Bisping contro  Matt Hamill

Bisping sconfisse Hamill per decisione divisa (29–28, 27–30, 29–28).
- Incontro per l'unificazione del titolo dei Pesi Mediomassimi UFC con il titolo dei Pesi Medi Pride:  Quinton Jackson (UFC) contro  Dan Henderson (Pride)

Jackson sconfisse Henderson per decisione unanime (48–47, 49–46, 49–46) e venne promosso a campione indiscusso dei pesi mediomassimi.

## Premi
Ai vincitori sono stati assegnati 60.000$ per i seguenti premi:
- Fight of the Night:  Paul Taylor contro  Marcus Davis
- Knockout of the Night:  Houston Alexander
- Submission of the Night:  Marcus Davis